# Schwarze & Schlichte
Friedr. Schwarze est une entreprise allemande de l'industrie agroalimentaire. Elle a toujours été détenue et dirigée par la famille du fondateur, Joan Swarte. Créée en 1664 et encore en activité en 2009, sa longévité lui permet de faire partie de l'Association des Hénokiens. Elle reste l'une des principales entreprises allemandes de son secteur.

## Métier
Elle produit des spiritueux et des liqueurs.